# Dumbrăvița (Brașov)
Dumbrăvița é uma comuna romena localizada no distrito de Brașov, na região histórica da Transilvânia. A comuna possui uma área de 99.10 km² e sua população era de 4888 habitantes segundo o censo de 2007.